# 유봉여자중학교
유봉여자중학교(裕鳳女子中學校)는 대한민국 강원특별자치도 춘천시 교동에 있는 사립 중학교이다.

## 학교 연혁
- 1964년 12월 30일 : 학교법인 동도학원 설립 인가
- 1965년 12월 17일 : 동도중학교(남녀공학) 설립 인가
- 1966년 3월 1일 : 제1회 동도중학교 신입생 입학
- 1969년 2월 25일 : 제1회 동도중학교 졸업
- 1969년 12월 30일 : 법인명 및 교명 변경 인가[학교법인 유봉학원(유봉여자중학교)]
- 2022년 8월 4일 : 제13대 조규대 이사장 취임
- 2025년 1월 10일 : 제57회 졸업 (졸업생 106명, 졸업생 누계 16,549명)
- 2025년 3월 4일 : 제60회 신입생 입학
- 2025년 7월 7일 : 제18대 주석훈 교장 취임

## 참고 자료
- 유봉여자중학교 - 한국교육학술정보원 학교알리미